# Lake Michigan
Lake Michigan er en sø i USA med et areal på 57.990 km². Største dybde 281 m. Lake Michigan er en af de fem store søer i Nordamerika som udgør Great Lakes.

## Større byer ved Lake Michigan
- Hammond, Indiana
- East Chicago, Indiana
- Gary, Indiana
- Portage, Indiana
- Michigan City, Indiana
- Muskegon, Michigan
- Green Bay, Wisconsin
- Manitowoc, Wisconsin
- Sheboygan, Wisconsin
- Milwaukee, Wisconsin
- Racine, Wisconsin
- Waukegan, Illinois
- North Chicago, Illinois
- Chicago, Illinois
- Highland Park, Illinois
- Evanston, Illinois

- Wikimedia Commons har flere filer relateret til Lake Michigan

44°N 87°V / 44°N 87°V
ć
|  | Infoboks uden skabelon Denne artikel har en infoboks dannet af en tabel eller tilsvarende. |